# Кумсишвили, Дмитрий
Дмитрий Кумсишвили (груз. დიმიტრი ქუმსიშვილი; род. 7 сентября 1974, Тбилиси) — грузинский государственный и политический деятель.

## Биография

### Образование
В 1992 году окончил факультет физики Тбилисского государственного университета. В 1998 году факультет экономики того же вуза по специальности — учёт, контроль и аудит.

### Трудовая биография
Начал работать ведущим специалистом в компании «Объединенный банк Грузии». В 1996—1997 годах ревизор в ООО «Аудитконсалтинг». В 1997—1999 годах был начальником казны Cartu Bank. С 1999 года заместитель генерального директора того же банка.
С 2010 года входил в состав совета директоров ООО «Глобал Контакт Консалтинг». В 2011—2012 годах директор бизнес-развития холдинга «Палитра Медиа». В 2009—2012 годах работал директором по маркетингу и продаж в ООО «Шухман вайнс Джорджия».
В 2000—2011 годах член наблюдательного совета Валютной межбанковской биржи Тбилиси. В 2010—2011 годах председатель совета виноделов Грузии.

### Работа в правительстве Грузии
В 2012—2015 годах первый заместитель министра экономики и устойчивого развития Грузии, затем председатель «Национального Агентства государственного имущества».
В 2015—2016 годах занимал пост вице-премьера Грузии, министра экономики и устойчивого развития.
В 2016—2017 годах первый вице-премьер Грузии, министр финансов.
С 2017 года — первый вице-премьер Грузии, министр экономики и устойчивого развития.
Дмитрий Кумсишвили покинул должность 13 июня 2018, и. о. до 20 июня.

## Семья
Женат на Наталье Тевдорашвили, в семье трое детей.